# Djihene Abdellilah
Djihene Abdellilah (née vers 1981) est une professeure de sport, pratiquante de MMA, et championne du monde de grappling. 

## Biographie
Djihene Abdellilah naît au début des années 1980,. Originaire de Bourgogne et fille de parents algériens, elle commence le sport à l'âge de 5 ans (en 1986), quand ses parents l'inscrivent dans un club de gymnastique,,. Elle passe ses premiers diplômes de coaching à 16 ans. À l'adolescence, elle commence l'athlétisme, pratique le 400 m et le cross, puis bat un record départemental de lancer de javelot,. Pendant ses études, Djihene Abdellilah se blesse et se fait opérer de l'épaule, et ne peut plus lever son bras pendant plusieurs années. Les médecins lui indique qu'elle ne pourra plus faire de sport de haut niveau,.
Après avoir obtenu son CAPES, elle devient professeure de sport en lycée en banlieue parisienne, entre autres à Mantes-la-Jolie et Sartrouville, dans un poste qui doit être adapté à son handicap,,. Elle forme des adolescents à la boxe et les emmène dans des salles de sport, puis finit par s'y entraîner elle-même.
À 33 ans, Djihene Abdellilah s'inscrit en club pour faire du MMA. Un an plus tard, lorsqu'elle souhaite se lancer dans la compétition, elle se heurte à un obstacle : alors qu'il n'y a pas de limite de poids pour les hommes dans la plupart des sports de combat, sa catégorie de poids n'existe pas chez les femmes. Les catégories s'arrêtent au « poids plume », jusqu'à 65,8 kg, alors que Djihene Abdellilah pèse environ 70 kg. De plus, les compétitions officielles de MMA ne sont pas encore légales en France. Elle décide alors de concourir en grappling, un ensemble de techniques de contrôle. Après avoir gagné plusieurs compétitions en France, elle rejoint l'équipe de France de grappling et est qualifiée en championnat d'Europe, qui a lieu en Sicile. À cause d'un changement de traitement pour son endométriose, elle dépasse les 70 kg maximum de sa catégorie en arrivant en Sicile et parvient de justesse à revenir sous la limite de poids le jour-même de la compétition. Elle finit quatrième, se qualifie pour les championnat du monde de 2015 qui ont lieu 4 mois plus tard en Turquie et devient championne du monde suite à un match de finale serré. Elle dénonce par la suite le sexisme au sein de l'équipe de France et le harcèlement auquel elle a fait face. Elle dénonce également le sexisme dans les salles de sport, où elle raconte avoir été violentée par des hommes, dont certains qui « étaient frustrés de ne pas prendre le dessus sur une femme ». 
Djihene Abdellilah obtient par la suite un poste pour enseigner à la Sorbonne. Pendant la pandémie de Covid-19, elle développe son association, la Djihene Academy, où elle enseigne le MMA fitness, un mélange de techniques d'auto-défense, de sports de combat et de fitness à des femmes. L'association compte deux sites : un à Villeneuve-la-Garenne et l'autre à Paris. Afin de créer un environnement propice pour les femmes, les horaires sont adaptés et les enfants bienvenus. Dans un contexte de lutte contre les violences faites aux femmes, Djihene Abdellilah prend par exemple en compte que dans le cas de violences intrafamiliales, les victimes ne pourront pas forcément fuir leur agresseur. Elles leur déconseillent ainsi de porter des coups et recommande par exemple la gestion de la distance et l'évolution au sol pour contrer les coups.
Afin de sensibiliser au sujet de l'endométriose, Djihene Abdellilah est marraine de l'association Endomind et ambassadrice de la course Endorun.

## Palmarès
- 2015 : Championne du monde de grappling nogi